# Christophe Robert (violoniste)
Pour les articles homonymes, voir Christophe Robert (homonymie).
Christophe Robert né en 1973 à Tours est un violoniste, altiste et directeur musical français, spécialisé dans l’interprétation sur instruments historiques.

## Biographie

### Formation
Christophe Robert commence l'apprentissage du violon à l'École nationale de Musique de Tarbes avec Françoise Roure-Chouteau, puis avec Krzysztof Jakowicz (pl). Il étudie ensuite avec Micheline Lefebvre au Conservatoire National de Région de Bordeaux où il obtient une Médaille d'Or de violon et la Médaille d'Honneur de la ville de Bordeaux. Il est admis à l'âge de 17 ans au Conservatoire national supérieur de musique et de danse de Paris dans la classe de Devy Erlih. Il obtient en 1995, le premier Prix de violon et le DNSPM mention très bien. Le même établissement lui décerne le CA d'enseignement de violon en 1997. Il obtient simultanément une Licence de musicologie à l'Université de Paris-Sorbonne.
Passionné depuis le plus jeune âge par les répertoires anciens, il découvre la pratique historique avec Hugo Reyne au conservatoire de Bordeaux, intègre la classe de Patrick Bismuth au Conservatoire de Paris, puis se perfectionne au Conservatoire Sweelinck d'Amsterdam avec Lucy van Dael.
Il est sélectionné pour faire partie de l'Orchestre baroque de l'Union européenne qui lui permet de jouer sous la direction de Ton Koopman, Roy Goodman et Andrew Manze.
En 1999, il participe à l'Académie du Festival d'Aix-en-Provence sous la direction de David Stern et il y reçoit les conseils d'Augustin Dumay et d'Isaac Stern.

### Activités artistiques
Dès 1997, Christophe Robert joue avec La Simphonie du Marais (Hugo Reyne), puis à partir de 1998 avec l'Orchestre des Champs-Élysées (Philippe Herreweghe) et le Collegium Vocale de Gand.
Il travaille également pendant la saison 2000/2001 avec Musica Antiqua Köln (Reinhard Goebel) et prend part cette même saison aux débuts du Concert d'Astrée (Emmanuelle Haïm).
Depuis 2002, Christophe Robert est membre des Talens Lyriques (Christophe Rousset) et des Arts Florissants (William Christie). Il participe également à la création de La Chambre Philharmonique (Emmanuel Krivine) jusqu'à sa dissolution en 2018.
En 2017, il rejoint l'Orchestre du Festival de Dresde (de).

### Ensembles
Durant leurs années d'étude, Christophe Robert et Sébastien d'Hérin (en) rejoignent l'ensemble La Bergamasca fondé par Alexis Kossenko, avec lequel ils remportent le prix du Nederlands Impresariaat qui leur ouvre les portes des grands festivals européens et avec lequel ils donneront plus d'une centaine de concerts.
En 2003, les mêmes musiciens fondent l'ensemble Les Musiciens de Monsieur Croche avec Florent Audibert et Rémy Cardinale, et créent le festival Les Promenades musicales de Monsieur Croche à Tillac. L'ensemble propose des concerts de musique française à travers le regard de Monsieur Croche, personnage fictif inventé par Claude Debussy. Un premier disque consacré à Jean-Philippe Rameau avec Benjamin Lazar, Alain Buet et Karine Deshayes pour le label Alpha est particulièrement salué par la presse spécialisée.
En 2025, Christophe Robert s'associe à Naoko Nakatani pour créer GENERATION HARMONIQUE, ensemble de musique proposant des concerts augmentés reliant différentes expressions artistiques et mettant en accord les cinq sens et qui emprunte son nom à l'ouvrage théorique de Jean-Philippe Rameau.

### Activités pédagogiques
Titulaire du DE et du CA d'enseignement du violon, Christophe Robert a enseigné au Conservatoire à Rayonnement régional de Metz. Il est ensuite professeur aux Conservatoires de la ville de Paris (15e et 11e arrondissements).
Depuis 2018, il est professeur au Conservatoire national supérieur de musique et de danse de Paris où il enseigne l'étude des traités et de l'ornementation ainsi que l'initiation aux instruments historiques pour les violonistes.
Il est régulièrement invité pour des conférences et des master classes aussi bien en France qu'à l'étranger (Vietnam, Russie...)